# Same Old Love
Same Old Love – singiel amerykańskiej piosenkarki Seleny Gomez, promujący jej drugi solowy album Revival. Utwór został napisany głównie przez Charli XCX oraz Rossa Gollana. Wspomniana Charli, postanowiła urozmaicić piosenkę dogrywając parę dźwięków swoim wokalem. Singel odgrywa bardzo ważną rolę, ponieważ pokazuje różne etapy w różnych związkach. Dzięki tej piosence Selena pozbyła się toksycznych zdarzeń w swoim życiu i poprawiła swoje relacje z ojcem.

## Teledysk
Teledysk wyreżyserował Michael Haussman a głównym jego zadaniem było zinterpretowanie słów w miły dla oka sposób. Singel był nagrywany w teatrze Broadway, który znajduje się w Los Angeles. Reżyser miał w planie nagrać tylko jedną scenę – Selenę w samochodzie, ale został zainspirowany Tonym Bennettem, który jest znany z teledysków „koncertowych”. Piosenkarka zaprosiła fanów na specjalny Revival Event. Wszyscy zostali zaskoczeni nieświadomym udziałem w końcowej scenie filmu. Ta część jest bardzo wyjątkowa dla artystki, ponieważ pokazuje jej motywację i inspirację do życia. W wywiadzie dla magazynu Billboard powiedziała „Najważniejsi są w teledysku fani, chcieliśmy zakończyć w naprawdę fajny sposób”. Haussman planował pominąć także scenę z fanami, ale po dłuższym czasie spodobała mu się wersja z wielbicielami artystki. Teledysk miał swoją premierę 22 września 2015 na platformie Apple Music. Nieco później opublikowano go także na YouTube – 7 października 2015.

## Lista utworów
|  | - Digital download 1. „Same Old Love” – 3:49 - Digital download (Remixes) 1. „Same Old Love” (Borgore Remix) [feat. Borgore] – 4:16 2. „Same Old Love” (Filous Remix) – 4:16 3. „Same Old Love” (Wuki Remix) – 4:39 4. „Same Old Love” (Romos Remix) – 4:59 | - Digital download (Grey Remix) 1. „Same Old Love” (Grey Remix) – 2:52 - Digital download (Remix) 1. „Same Old Love” (Remix) [feat. Fetty Wap] – 3:24 - CD single 1. „Same Old Love” – 3:49 2. „Same Old Love” (Borgore Remix) [feat. Borgore] – 4:16 3. „Same Old Love” (Filous Remix) – 4:16 4. „Same Old Love” (Wuki Remix) – 4:39 5. „Same Old Love” (Romos Remix) – 4:59 |

## Notowania i certyfikaty
| Lista (2015/2016)                         | Najwyższa pozycja |
| ----------------------------------------- | ----------------- |
| Australia (ARIA)                          | 33                |
| Austria (Ö3 Austria Top 40)               | 66                |
| Belgia (Ultratip Flanders)                | 5                 |
| Belgia (Ultratip Wallonia)                | 4                 |
| Czechy (Rádio Top 100)                    | 12                |
| Czechy (Singles Digitál Top 100)          | 6                 |
| Dania (Tracklisten)                       | 23                |
| Finlandia (Suomen virallinen latauslista) | 28                |
| France (SNEP)                             | 26                |
| Hiszpania (PROMUSICAE)                    | 49                |
| Holandia (Single Top 100)                 | 42                |
| Irlandia (IRMA)                           | 72                |
| Kanada (Canadian Hot 100)                 | 6                 |
| Kanada AC (Billboard)                     | 28                |
| Kanada CHR/Top 40 (Billboard)             | 1                 |
| Kanada Hot AC (Billboard)                 | 10                |
| Meksyk (Billboard)                        | 23                |
| Niemcy (Official German Charts)           | 56                |
| Norwegia (VG-lista)                       | 37                |
| Nowa Zelandia (Recorded Music NZ)         | 2                 |
| Polska (Polish Airplay Top 100)           | 28                |
| Słowacja (Rádio Top 100)                  | 32                |
| Słowacja (Singles Digitál Top 100)        | 10                |
| Stany Zjednoczone (Billboard Hot 100)     | 5                 |
| Stany Zjednoczone (Adult Contemporary)    | 17                |
| Stany Zjednoczone (Hot Adult Top 40)      | 7                 |
| Stany Zjednoczone (Dance/Mix Show)        | 4                 |
| Stany Zjednoczone (Latin Airplay)         | 48                |
| Stany Zjednoczone (Latin Pop Songs)       | 31                |
| Stany Zjednoczone (Mainstream Top 40)     | 1                 |
| Stany Zjednoczone (Rhythmic)              | 6                 |
| Szkocja (Official Charts Company)         | 66                |
| Szwajcaria (Schweizer Hitparade)          | 47                |
| Szwecja (Sverigetopplistan)               | 37                |
| Wenezuela (Record Report)                 | 91                |
| Węgry (Single Top 40)                     | 33                |
| Wielka Brytania (UK Singles Chart)        | 81                |
| Włochy (FIMI)                             | 49                |

| Lista (2016)                           | Najwyższa pozycja |
| -------------------------------------- | ----------------- |
| Kanada (Canadian Hot 100)              | 44                |
| Stany Zjednoczone (Billboard Hot 100)  | 40                |
| Stany Zjednoczone (Adult Contemporary) | 47                |
| Stany Zjednoczone (Adult Top 40)       | 29                |
| Stany Zjednoczone (Mainstream Top 40)  | 20                |

| Państwo                      | Status             | Sprzedane kopie |
| ---------------------------- | ------------------ | --------------- |
| Brazylia (Pro-Música Brasil) | 2× platynowa płyta | 120,000         |
| Dania (IFPI Denmark)         | platynowa płyta    | 60,000          |
| Kanada (Music Canada)        | 2× platynowa płyta | 160,000         |
| Nowa Zelandia (RMNZ)         | złota płyta        | 15,000          |
| Polska (ZPAV)                | 2× platynowa płyta | 40,000          |
| Stany Zjednoczone (RIAA)     | 3× platynowa płyta | 3,000,000       |
| Szwecja (GLF)                | platynowa płyta    | 40,000          |
| Wielka Brytania (BPI)        | srebrna płyta      | 200,000         |
| Włochy (FIMI)                | złota płyta        | 10,000          |